# هربرت ر. أكسلرود
هربرت ر. أكسلرود (بالإنجليزية: Herbert R. Axelrod)‏ هو عالم حيوانات أمريكي، ولد في 7 يونيو 1927 في بايون (نيوجيرسي) في الولايات المتحدة، وتوفي في مايو 2017 في سويسرا.